# Кутумовы
Кутумовы — ногайские мурзы, романовские татары, в Боярских книгах писались с титулом Князь.
Родоначальник — мурза Кутум — сын бия Шейх-Мухаммеда бин Мусы, погибшего в Астрахани в 1520 г. Первыми Кутумовыми, появившимися в России, оказались дети Кутума — Айдар и Али, а также внуки («Уразлыевы дети») Тохтар, Пулад, Тимур и Бабаджан.
При подаче документов (1686) для внесения рода в Бархатную книгу, была предоставлена родословная роспись князей Кутумовых.

## Известные представители
- Айдар мурза Кутумов — сын Кутума, осенью 1564 г. выехал в Россию из Ногайской Орды с отрядом в 50 человек. Умер бездетным в Романове.
- Барай мурза Кутумов — сын Али Кутумова, участник ополчения Минина и князя Пожарского.
- Князь Тихон Барай-Мурзин - стольник (1627-1640), московский дворянин (1658).
- Князь Кутумов Дмитрий Хан-Мурзин - стольник  (1686).
- Князь Кутумов Иван Фёдорович - стольник (1686-1692).
- Князь Кутумов Фёдор Тахтаралей-Мурзин - стольник (1686-1692).
- Князь Кутумов Пётр Каспулатович - стольник (1688-1692)[1].